# Grizzly Park
Grizzly Park je americký hororový film z roku 2008. Film režíroval Tom Skull.

## Děj
Skupina osmi mladých lidí, kteří spáchali menší zločiny, je odsouzena k týdenním pracím ve vzdáleném kalifornském parku. Dohlíží na ně ranger Bob, který jim dá možnost odpykat si své činy tím, že všichni absolvují cestu lesem. Nebudou v tom ovšem sami. Do lesa se dostané také uprchlý sériový vrah, kde si chce najít nové oběti. Kromě jeho v lese pobývá třímetrový Grizzly, který skupinu pronásleduje a při příležitosti zaútočí. Cesta lesem se tedy mění v boj o život a počet mrtvých stoupá. Nedá se říct, kdo přežije a kdo ne.